# Samväldesspelen 2014
Samväldesspelen 2014 anordnades i Glasgow i Skottland under perioden 23 juli-3 augusti 2014. Totalt 71 nationer och territorier tävlade i 261 grenar i 18 sporter.
Glasgow tilldelades spelen den 9 november 2007 vid Commonwealth Games Federations möte efter en omröstning där staden fick 47 röster mot den nigeriska huvudstaden Abujas 24 röster.

## Förberedelser

### Ansökningar
Glasgow valdes över Edinburgh som kandidatstad för att ansöka om Samväldesspelen 2014 av Skottlands Commonwealth Games Council den 23 september 2004. Kandidaturen utropades formellt av Skottlands försteminister Jack McConnell i augusti 2005.
Vid ett möte i mars 2006 i samband med invigningen av Samväldesspelen 2006 i Melbourne bekräftade Commonwealth Games Federation tre kandidaturer för att arrangera spelen 2014, Glasgow i Skottland, Abuja i Nigeria och Halifax i Kanada. Efter att ha förlorat sitt budgetstöd från den lokala regeringen drogs Halifax kandidatur tillbaka i mars 2007.
Den 9 november 2007 hölls ett möte i Colombo i Sri Lanka där den slutliga omröstningen hölls, 47 delegationer röstade för Glasgow och 24 röstade för Abuja.

### Ekonomi
Spelens totala budget låg på 575,6 miljoner pund. Denna siffra inkluderade 472,3 miljoner till själva spelen och 90 miljoner i säkerhetskostnader. Av dessa 472,3 miljoner pund utgjordes 372 miljoner av offentliga medel, varav 80 procent kom från Skottlands regering och 20 procent från Glasgow City Council. Resten av pengarna kom från sponsorer, biljettförsäljning, sändningsrättigheter och varuförsäljning.
Budgeten inkluderade en reserv på 66,1 miljoner pund bestående av en allmän reserv på 42,3 miljoner och en specialreserv på 23,8 miljoner. Organisationskommittens ordförande Lord Smith of Kelvin meddelade efter spelen att specialreserven inte behövt användas och att cirka 25 miljoner blivit över.

## Sporter
Vid Samväldesspelen 2014 tävlades det i 261 grenar i 18 sporter. Ett rekordantal på 22 parasportgrenar i fem sporter (friidrott, bowls, styrkelyft, simning och för första gången cykelsport) var inkluderade i programmet.
| Badminton Bordtennis Bowls Boxning Brottning Cykelsport Bana Landsväg Mountainbike | Friidrott Gymnastik Artistisk Rytmisk Judo Landhockey Netball | Simsport Simhopp Simning Sjumannarugby Skytte Squash Triathlon Tyngdlyftning |

## Medaljfördelning
Totalt delades 824 medaljer ut (261 guld, 261 silver och 302 brons). Av 71 deltagande nationer och territorier tog 37 minst en medalj och 21 minst ett guld. England vann medaljligan för första gången sedan 1986 med 58 guldmedaljer och 174 medaljer sammanlagt.
David Katoatau tog Kiribatis första medalj någonsin vid Samväldesspelen när han vann 105-kilosklassen i tyngdlyftning. Den sydafrikanske simmaren Chad le Clos var den idrottare som vann flest medaljer (två guld, ett silver och fyra brons), kanadensiskan Patricia Bezzoubenko tog flest guldmedaljer, fem stycken samt ett brons i rytmisk gymnastik.
  *   Värdnation
| Pl.    | Nation              | Guld | Silver | Brons | Totalt |
| ------ | ------------------- | ---- | ------ | ----- | ------ |
| 1      | England             | 58   | 59     | 57    | 174    |
| 2      | Australien          | 49   | 42     | 46    | 137    |
| 3      | Kanada              | 32   | 16     | 34    | 82     |
| 4      | Skottland*          | 19   | 15     | 19    | 53     |
| 5      | Indien              | 15   | 30     | 19    | 64     |
| 6      | Nya Zeeland         | 14   | 14     | 17    | 45     |
| 7      | Sydafrika           | 13   | 10     | 17    | 40     |
| 8      | Nigeria             | 11   | 11     | 14    | 36     |
| 9      | Kenya               | 10   | 10     | 5     | 25     |
| 10     | Jamaica             | 10   | 4      | 8     | 22     |
| 11     | Singapore           | 8    | 5      | 4     | 17     |
| 12     | Malaysia            | 6    | 7      | 6     | 19     |
| 13     | Wales               | 5    | 11     | 20    | 36     |
| 14     | Cypern              | 2    | 4      | 2     | 8      |
| 15     | Nordirland          | 2    | 3      | 7     | 12     |
| 16     | Papua Nya Guinea    | 2    | 0      | 0     | 2      |
| 17     | Kamerun             | 1    | 3      | 3     | 7      |
| 18     | Uganda              | 1    | 0      | 4     | 5      |
| 19     | Grenada             | 1    | 0      | 1     | 2      |
| 20     | Botswana            | 1    | 0      | 0     | 1      |
| 20     | Kiribati            | 1    | 0      | 0     | 1      |
| 22     | Trinidad och Tobago | 0    | 3      | 5     | 8      |
| 23     | Pakistan            | 0    | 3      | 1     | 4      |
| 24     | Bahamas             | 0    | 2      | 1     | 3      |
| 24     | Samoa               | 0    | 2      | 1     | 3      |
| 26     | Namibia             | 0    | 1      | 2     | 3      |
| 27     | Mauritius           | 0    | 1      | 1     | 2      |
| 27     | Moçambique          | 0    | 1      | 1     | 2      |
| 29     | Bangladesh          | 0    | 1      | 0     | 1      |
| 29     | Isle of Man         | 0    | 1      | 0     | 1      |
| 29     | Nauru               | 0    | 1      | 0     | 1      |
| 29     | Sri Lanka           | 0    | 1      | 0     | 1      |
| 33     | Ghana               | 0    | 0      | 2     | 2      |
| 33     | Zambia              | 0    | 0      | 2     | 2      |
| 35     | Barbados            | 0    | 0      | 1     | 1      |
| 35     | Fiji                | 0    | 0      | 1     | 1      |
| 35     | Saint Lucia         | 0    | 0      | 1     | 1      |
| Totalt | Totalt              | 261  | 261    | 302   | 824    |

### Fotnoter
1. ↑  Number of Competitors in Commonwealth Games 2014 - från webbplatsen India.com (se längst ner)
2. 1 2  Post-Games Report, s. 8.
3. ↑  (24 september 2004). Glasgow leads Scottish Games bid. BBC News. Läst 21 juni 2017.
4. ↑  (16 augusti 2005). Glasgow launches Commonwealth bid. BBC News. Läst 21 juni 2017.
5. ↑  (12 mars 2006). Three 2014 Games bids confirmed. BBC News. Läst 21 juni 2017.
6. ↑  (8 mars 2007). Halifax drops out of Commonwealth Games race. CBC News. Läst 21 juni 2017.
7. ↑  Carrell, Severin. (10 november 2007). Jubilant Glasgow to host 2014 Commonwealth Games. The Guardian. Läst 21 juni 2017.
8. ↑  Post-Games Report, s. 10.
9. 1 2  (6 november 2014). Glasgow 2014: Commonwealth Games 'was £25m under budget'. BBC News. Läst 18 juni 2017.
10. ↑  Post-Games Report, s. 78-85.
11. ↑  Post-Games Report, s. 45.
12. ↑  Ingle, Sean. (3 augusti 2014). England’s record haul of Games medals an inspiration to the young. The Guardian. Läst 16 juni 2017.
13. ↑  2014 Commonwealth Games - Medals Tally by Country. Arkiverad 25 juni 2017 hämtat från the Wayback Machine. Commonwealth Games Federation. Läst 16 juni 2017.
14. ↑  McCullough, Ian. (31 juli 2014). Katoatau the toast of Kiribati. The Sydney Morning Herald. Läst 16 juni 2017.
15. ↑  Post-Games Report, s. 47.
16. ↑  Glasgow 2014 - Medallists. Glasgow 2014 Ltd. Läst 16 juni 2017.